# 企業内カウンセラー
企業内カウンセラー（きぎょうないカウンセラー、英: occupational health psychologist）とは、労働安全衛生分野において心理相談業務に従事する心理職専門家の職業名、および当該の任に就く者のことである。企業カウンセラー、事業所内カウンセラー、社内カウンセラーなどとも呼ばれる。
産業構造や経済状況の変化によって生じる競争の激化や職場環境の変化などによる労働者のストレスの問題への対処（メンタルヘルスケア）や、メンタルヘルスの不調から職場復帰支援などに取り組むことを職務としている。
混同されやすい名称に「産業カウンセラー」があるが、「産業カウンセラー」があくまでもひとつの民間資格名であるのに対し、本項の企業内カウンセラーは産業精神保健で活動する心理カウンセラーの総称として用いられる。

## 米国
アメリカでは「occupational health psychologist」などと呼ばれ、古くから労働者の心の健康を保つことで生産性の維持・向上を図る実験研究や経営術が注目されていたなどにより、20世紀初頭には既に、心理職専門家として各企業・事業所内への参画が始まっており、特にアメリカ疾病予防管理センター（CDC）・国立労働安全衛生研究所（NIOSH）などは大学院修了レベルの養成プログラムを推奨し、企業内カウンセラーに対して高度な専門性を要求している。

## 日本
日本においても企業内カウンセラーの参画が進んでいる背景には、我が国の昨今の労働安全衛生分野の不調さの深刻さがある。仕事や職業生活に関する強い不安・悩み・ストレスを感じている者の割合は全労働者の約60%と高くなっている。その中では「職場の人間関係の問題」をストレスなどの原因として挙げる者が約40%を占め第1位となっており、「労働者の自殺率の高さ」とともに、「人間関係に起因する悩み・ストレス」の存在が大きなリスクとなっていることが、中央省庁の調査により明らかとなった。

### 厚生労働省の指針
2006年に厚生労働省が策定した「労働者の心の健康の保持増進のための指針」によると、企業・事業場における心の健康づくりの際には、担い手や関係性によって分けられる4種類のケア、すなわち【1. セルフケア】【2. ラインケア】【3. 事業場内・産業保健スタッフによるケア】【4. 事業場外・専門家資源によるケア】の4つのケアが重要とされている。ついては、同指針における4つのケアの要旨と、それぞれのケアの概説をまとめ、表に示す。
|                    | 4つのケアの要旨                                           | それぞれのケアの概説 |
| ------------------ | --------------------------------------------------------- | --- |
|                    | 【1. セルフケア】                                         | 労働者自身が、 自らのストレスに対処する                                                                                    |
| 【2. ラインケア】  | 上司・管理職などの管理監督者が、 部下のストレスに配慮する | |
| 企業内カウンセラー | 【3. 事業場内・産業保健スタッフによるケア】               | 内部産業保健スタッフが、 セルフケアやラインケアを促進するため、 企画立案・環境調整・対外窓口などを担当する                 |
| 企業内カウンセラー | 【4. 事業場外・専門家資源によるケア】                     | 外部心理職専門家が、 より専門的な心の健康づくりを提供するため、 各企業・事業場内に参画し、心理カウンセリングなどを担当する |

その中で【3. 事業場内・産業保健スタッフによるケア】は、産業医、衛生管理者、保健師なども担い手の例とされているが、産業医の中で精神科・心療内科の専門医である者は、全体の約15%しかおらず、衛生管理者や保健師もケガや感染症予防などの労働安全衛生相談が中心となるため、精神保健のみの専門職という位置づけにはされていない。
そのため現実的な心の健康づくりに際しては、【3. 事業場内・産業保健スタッフによるケア】の担い手でもあり、同時に【4. 事業場外・専門家資源によるケア】の担い手でもある（外部）心理職専門家 を積極的に各企業・事業場内に招いて、大企業においては常勤雇用して常時待機させたり、中小企業においては委嘱契約などを交わして必要に応じて随時来所させたりといった実施可能な方法で企業内カウンセラーとして内部参画・活用し、産業医・衛生管理者・保健師ら産業保健スタッフと（外部）心理職専門家が各企業・事業場内において有機的に協力・連携しつつ、【3. 事業場内・産業保健スタッフによるケア】と【4. 事業場外・専門家資源によるケア】を同時に行うことが有効であると指摘されている。このように、必要に応じて心理職専門家を派遣するなど、顧問契約を結んだ各企業・事業場内へアウトソーシング形態で心の健康づくりを提供するサービスに「外部EAP（Employee Assistance Program：従業員支援プログラム）」があり、近年注目を集めている。

### 第三者性・外部性の確保
企業内カウンセラーは、従事する業務が「心理相談」であるという性質上、既存の上司・管理職・人事労務担当者とは異なり、各労働者の勤務評価などを行わず、また経営者や他の労働者とも利害関係が存在しない「第三者性」「外部性」を有する心理職専門家であることが、倫理的な大前提として特に必要とされている

加えて、企業内カウンセラーには職場内問題が中心として寄せられる特性上、それらの中にはセクシャルハラスメントやパワーハラスメントを始めとした各種ハラスメント関連の相談内容が含まれるため、もしも企業内カウンセラーが「第三者性」「外部性」を有する中立的・客観的立場の心理職専門家ではなく内部関係者や利害関係者であった場合には、特にハラスメント関連問題に悩む労働者は相談しづらい状況に立たされる。さらに、万が一にもその状況下でカウンセリングを行った場合には、既存の関係性がカウンセリング行為に深く影響を及ぼす「二重関係」「多重関係」に陥ってしまい、カウンセリングが機能しないばかりか、逆に当該労働者の心身の健康を悪化させる恐れがあると指摘されており、禁じられている

したがって、各企業・事業所において、例えば在職の管理職・人事労務担当者が研修などを受講した後に兼務したり、何らかの心理学関連資格を取得した在職の労働者が異動・登用されたりなどといった、「在職者としての立場の延長線上にある“当事者”や“関係者”」が他の労働者に関わる場合は、既存の在職者とは異なるべき「第三者性・外部性の確保」の点が曖昧となるため、心理カウンセラーとして専門的かつ中立的な立場で心理相談業務を担う企業内カウンセラーの本来的な位置づけとは異なる。

### 現状と問題点

#### 名称をめぐる誤解
企業内カウンセラーと混同されやすい名称に「産業カウンセラー」がある。「産業カウンセラー」は資格名であり、「スクールカウンセラー」や「キャリアカウンセラー」のような職業名ではない。産業精神保健分野で活動する心理カウンセラーの総称は、「企業内カウンセラー」などの職業名で呼ばれ、精神科医などの医師 や臨床心理士 のような専門家が委嘱契約などに基づき務めるほか、高度な心理職専門家人材の確保が困難なときには保健師 が兼務することがあり、それら高度専門職業人が担う場合において産業カウンセラー資格が必要とはされない。
一般に産業カウンセラーという名称が与える印象により「カウンセラーの中で現に産業・労働分野を担当している者」あるいは「産業カウンセラー資格を取得しなければ産業精神保健分野での活動ができない」と誤解される場合がある。